# Unin-Kolonia
Unin-Kolonia – wieś w Polsce położona w województwie mazowieckim, w powiecie garwolińskim, w gminie Garwolin.
| SIMC    | Nazwa     | Rodzaj    |
| ------- | --------- | --------- |
| 0671384 | Nad Rzeką | część wsi |

W latach 1975–1998 miejscowość administracyjnie należała do województwa siedleckiego.
Wierni Kościoła rzymskokatolickiego należą do parafii Przemienienia Pańskiego w Garwolinie.